# بسته خدماتی
در محاسبات، یک بسته خدماتی یا سرویس پک (به انگلیسی: service pack) (اختصاری SP) شامل مجموعه‌ای از به‌روز رسانی، تعمیر یا پیشرفت برنامه نرم‌افزاری است که به شکل یک بسته قادر به نصب ارائه شده‌است. شرکت‌ها اغلب یک بسته خدماتی را زمانی منتشر می‌کنند که تعداد تکه‌های منفرد به یک برنامه مشخص به حد معین (دل‌خواه) برسد، یا عرضه نرم‌افزار با تعداد محدودی از موارد باقی مانده براساس گزارش بازخورد و گزارش‌های کاربران تثبیت‌شده باشد در برنامه‌های نرم‌افزاری بزرگ مانند مجموعه‌های اداری، سیستم‌های عامل، نرم‌افزار پایگاه‌داده، یا مدیریت شبکه، غیرمعمول نیست که یک بسته خدماتی که در یک یا دو سال اول منتشر می‌شود داشته باشیم. نصب یک بسته خدماتی آسان‌تر و مستعد خطا نسبت به نصب بسیاری از تکه‌های منفرد است، حتی اگر به روز رسانی چندین رایانه بر روی یک شبکه، که در آن بسته‌های سرویس مشترک باشند.
این بسته‌ها معمولاً شماره‌گذاری می‌شوند، و به مدت کوتاهی به بسته‌های خدماتی ۱٬۲٬۳ و غیره مراجعه می‌کنند. آن‌ها همچنین علاوه‌بر رفع اشکال، دارای ویژگی‌های کاملاً جدیدی هستند، همان‌طور که بسته خدماتی ۲ ویندوز اکس‌پی (به عنوان مثال:بخش امنیتی ویندوز)، یا بسته‌های خدماتی ۳ و ۴ از پایگاه‌داده وابسته به پایگاه‌داده سه‌بعدی ساز سال ۲۰۰۹: ویرایشگر جهانی آن می‌باشد.